# 閻相文
閻 相文（えん しょうぶん）は、中華民国の軍人。北京政府、直隷派に属した。字は煥章。

## 事績
天津武備学堂卒業生。1911年（宣統3年）に北洋第3鎮第5協管帯、標統を歴任した。1912年（民国元年）、第3師の団長に就任する。1917年（民国6年）に直隷派の曹錕配下として直隷第2混成旅旅長に昇進した。1920年（民国9年）、第20師師長に昇進する。翌年5月、署陝西督軍に任命された。この時、馮玉祥率いる第16混成旅などを率いて陝西省入りし、安徽派の前督軍陳樹藩を撃破している。
しかし閻相文は、陝西省で活動する民軍に妨げられ、西安以外の地域を統制することができなかった。そのため、軍の糧食を供給することも困難となり、精神的に追い詰められていく。同年8月23日、閻は西安の督署においてアヘンを服用し、自殺した。享年47。後任の督軍には馮玉祥が就任した。

## 注
1. 1 2  徐主編（2007）、2645頁。